# Господин Колев (писател)
Господин Йорданов Колев е български писател, офицер (подполковник) и функционер на Българската комунистическа партия (БКП).

## Биография
Господин Колев е роден на 20 януари 1923 година в Сливен в циганско семейство на работници в текстилната промишленост. Докато учи в Сливенската гимназия става член на Работническия младежки съюз (РМС), младежка организация на забранената БКП. През 1942 година е осъден и лежи няколко месеца в Сливенския и Варненския затвор.
След Деветосептемврийския преврат от 1944 година е назначен на работа в РМС и за кратко оглавява градската му организация в Сливен. През 1947 година е прехвърлен в армията, завършва Военнополитическата академия и достига до длъжността началник на кадровия отдел на Министерството на народната отбрана. Уволнява се през 1958 година със звание подполковник и е назначен за инструктор в отдела за етническите малцинства в Централния комитет на БКП. Завършва и право в Софийския университет „Климент Охридски“. Работи в апарата на Централния комитет до падането на тоталитарния режим през 1990 година.
Докато работи в апарата на Централния комитет Господин Колев публикува няколко сборника с разкази и очерци, а след пенсионирането си и мемоарни книги, които се използват като източник за политиката на режима към циганското малцинство.
Господин Колев умира на 6 януари 2011 година в Сливен.